# Pouzolzia zeylanica
Pouzolzia zeylanica är en nässelväxtart som först beskrevs av Carl von Linné, och fick sitt nu gällande namn av John Johannes Joseph Bennett och R. Br.. Pouzolzia zeylanica ingår i släktet Pouzolzia och familjen nässelväxter.

## Underarter
Arten delas in i följande underarter:
- P. z. angustifolia
- P. z. calcicola
- P. z. microphylla

## Bildgalleri

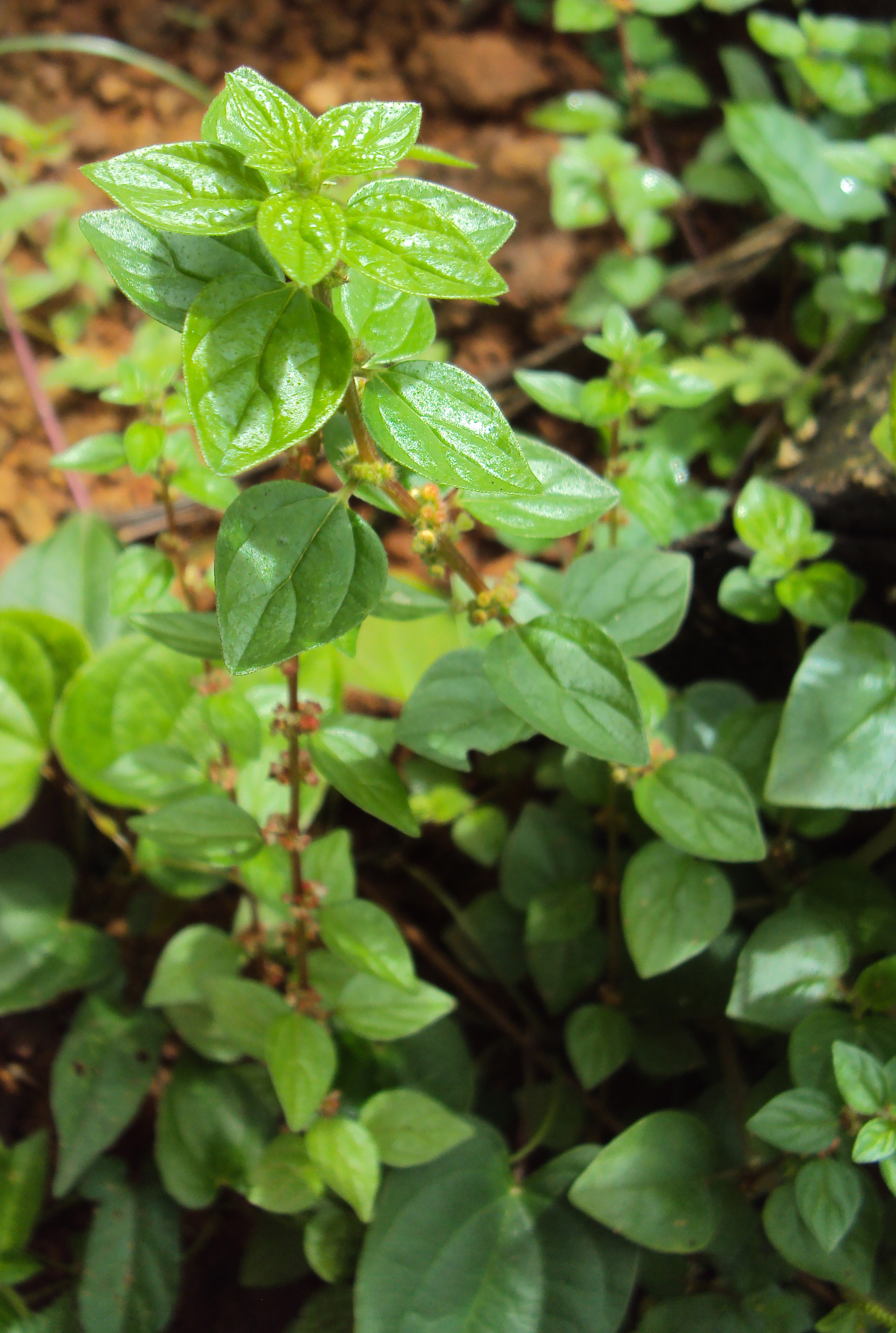
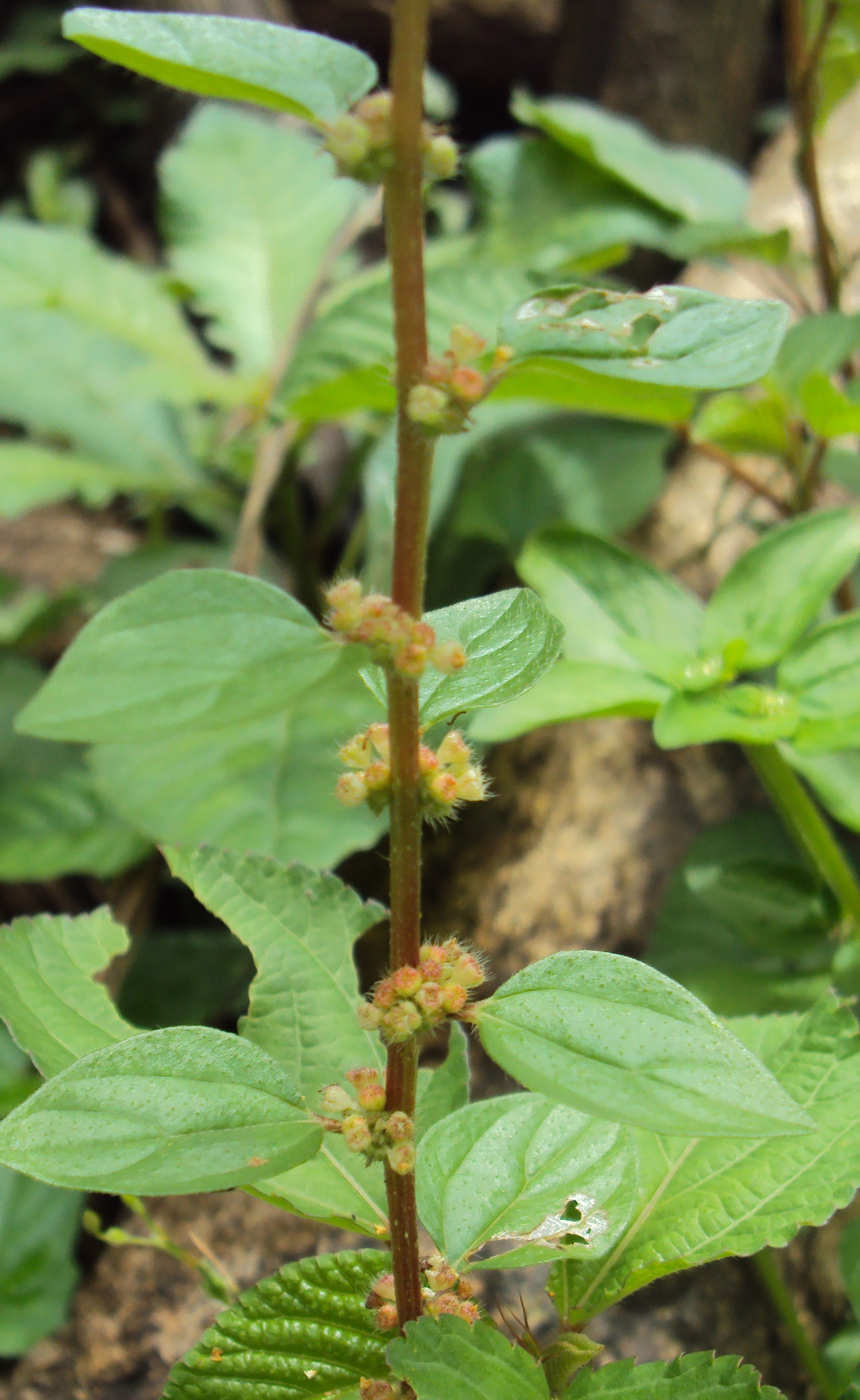
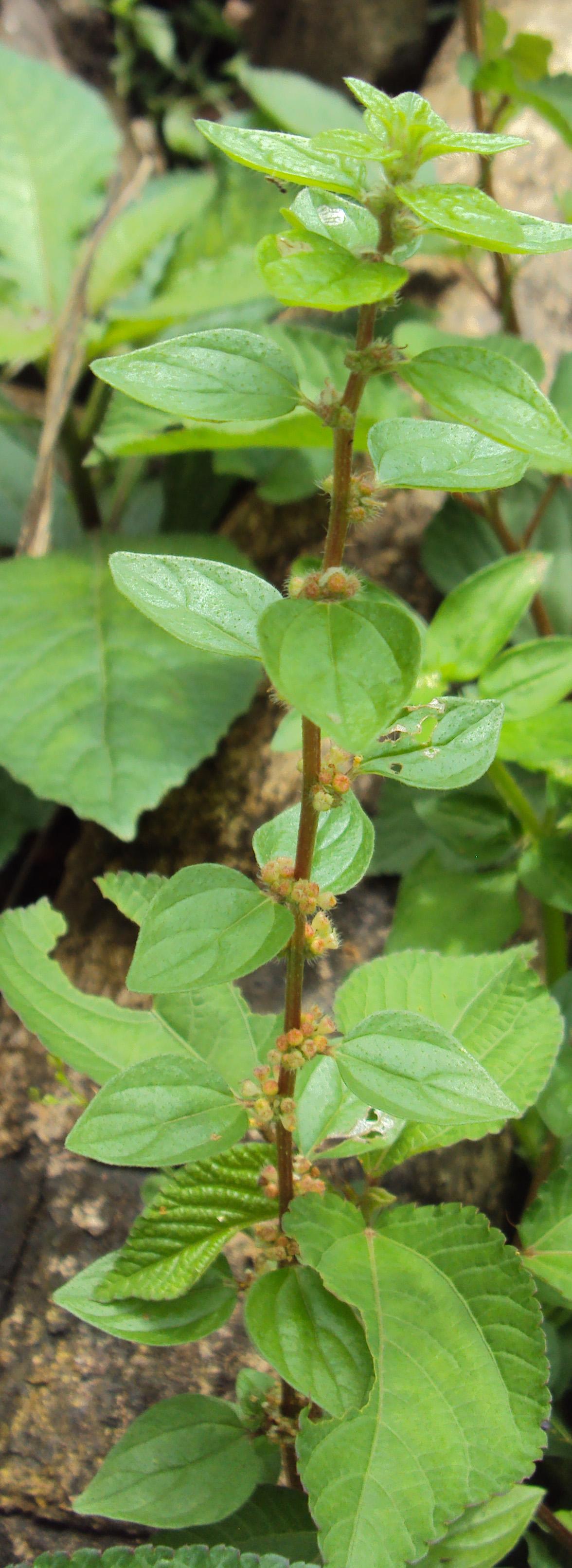
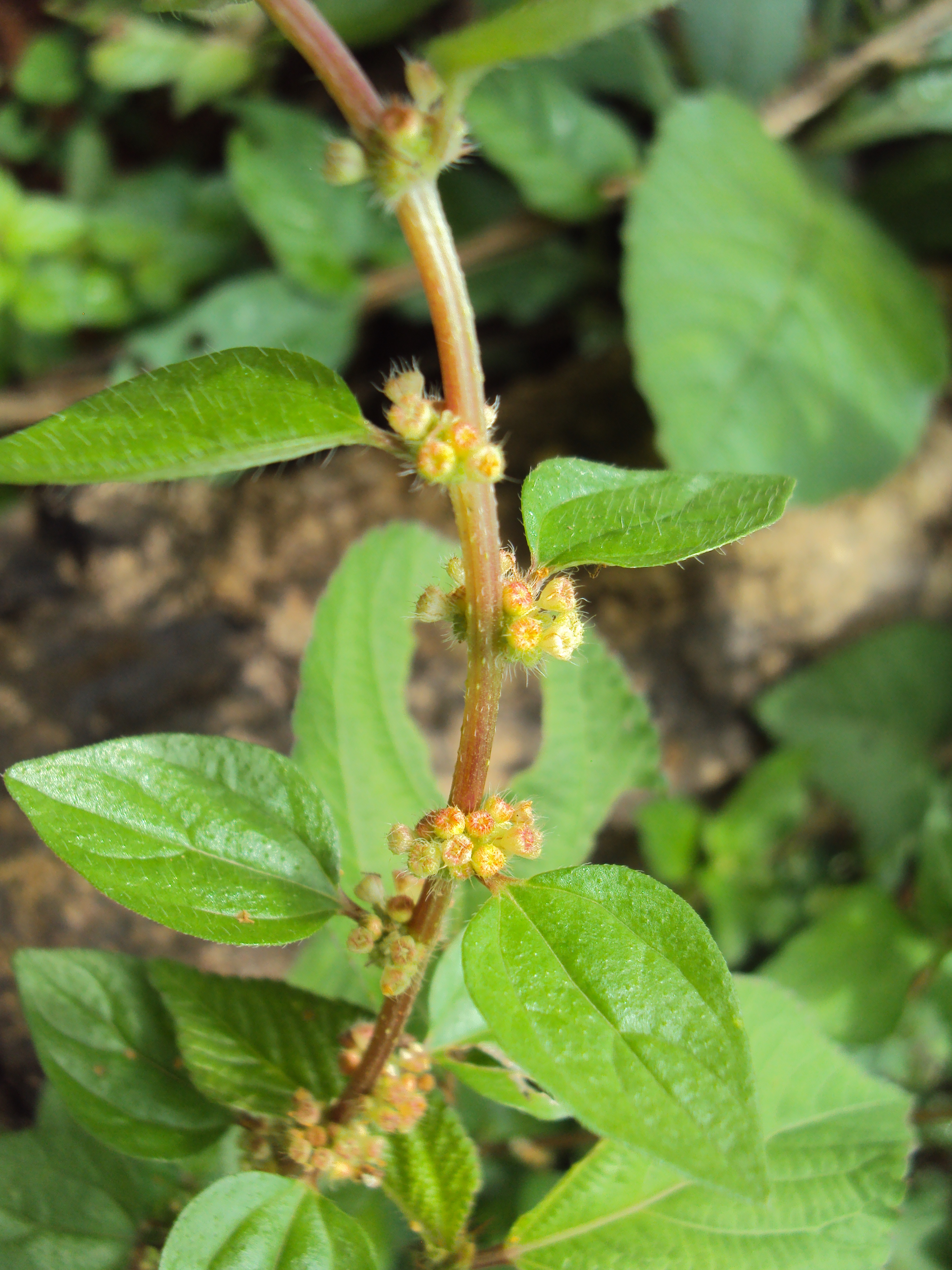
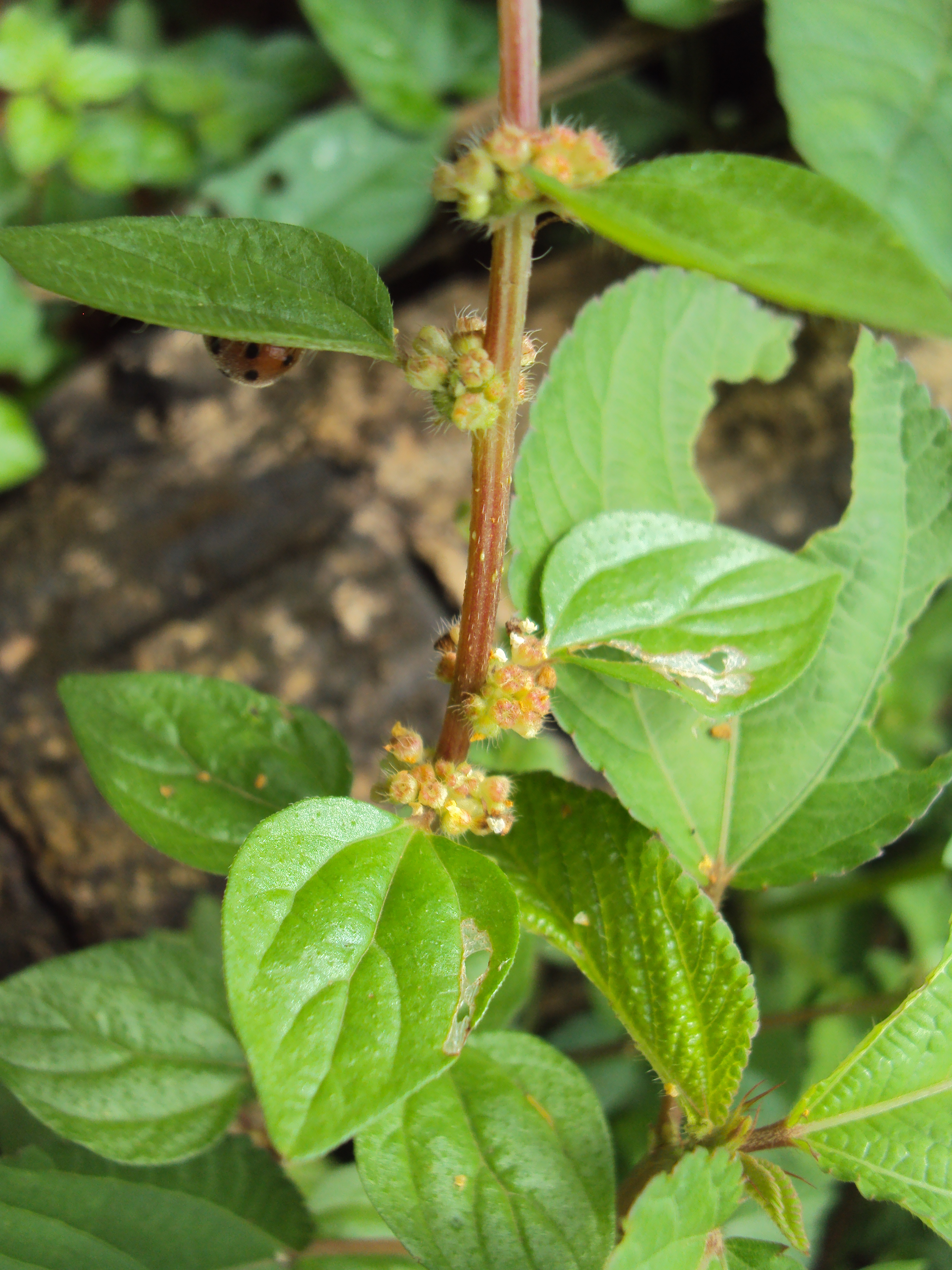
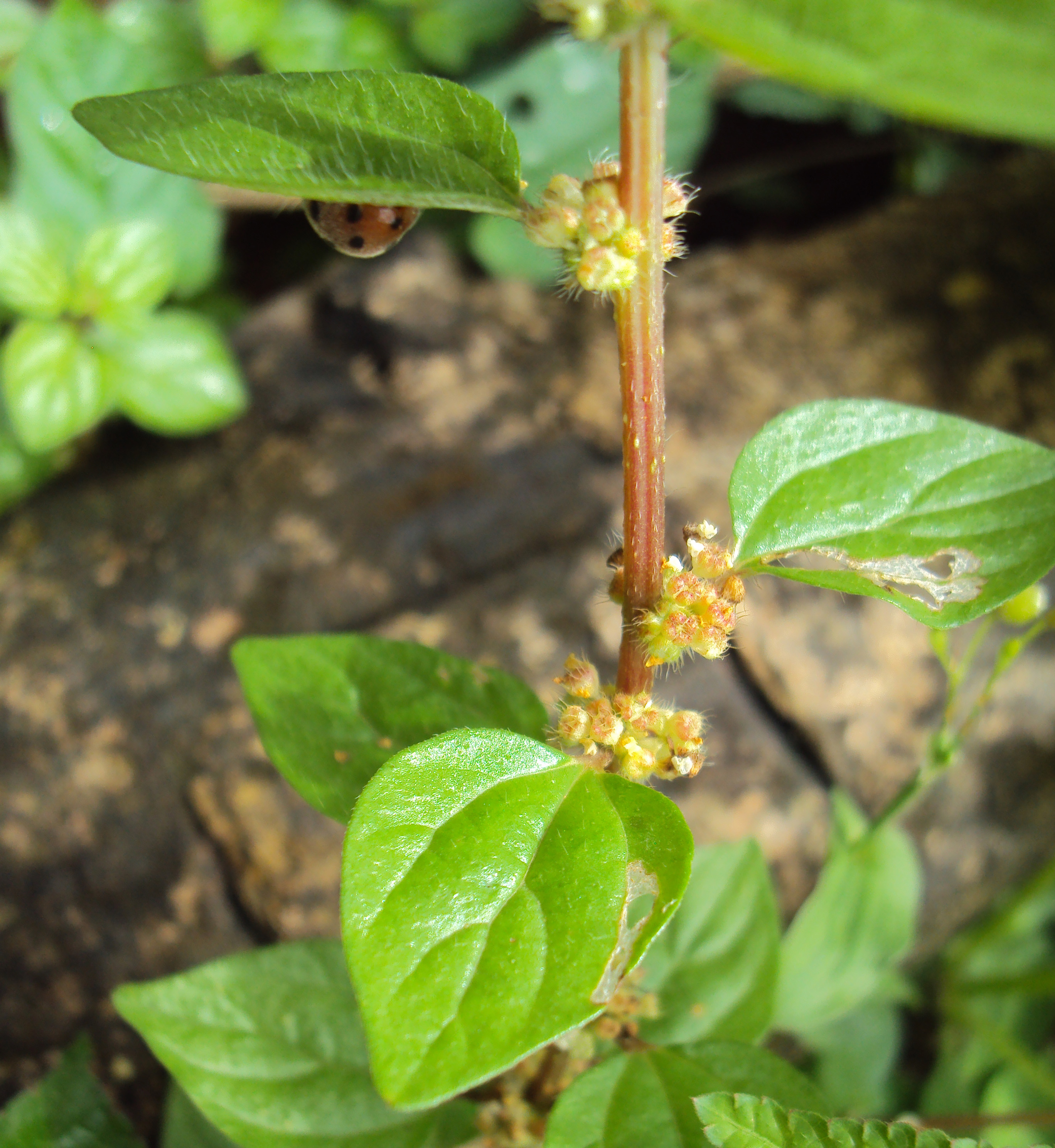